# Arnór Ingvi Traustason
Arnór Ingvi Traustason (Keflavík, 1993. április 30. –) izlandi válogatott labdarúgó, jelenleg az amerikai New England Revolution játékosa.
Az izlandi válogatott tagjaként részt vett a 2016-os Európa-bajnokságon.

## Sikerei, díjai
IFK Norrköping
- Svéd bajnok (1): 2015

Malmö FF
- Svéd bajnok (1): 2020